# „Sunshine“ Sonny Payne
John William Payne (* 29. November 1925 in Helena, Arkansas, USA; † 10. Februar 2018 in Wynne, Arkansas, USA), bekannt als „Sunshine“ Sonny Payne, war ein US-amerikanischer Radiomoderator, der von 1951 bis zu seinem Tod als Moderator der Radioshow King Biscuit Time auf KFFA in Helena Bluesmusik präsentierte. 2010 wurde er in die Blues Hall of Fame aufgenommen.

## Biografie
John William Payne wurde in Helena als Sohn von Gladys Swope Payne und William G. Payne geboren. 1940 begann er als Zeitungsjunge zu arbeiten, lernte die Bluesmusiker Robert Lockwood junior und Sonny Boy Williamson II. kennen und freundete sich mit ihnen an. Er bewarb sich um eine Stelle beim Radiosender KFFA, als dieser 1941 seinen Betrieb aufnahm, und begann zwei Tage vor Sendebeginn als Hauswart und Laufbursche beim Sender. Im Jahr 1942, in Abwesenheit des Senderbesitzers und Ansagers Sam Anderson, begann er auch, Werbespots auf dem 15-minütigen Sendeplatz des Senders zu lesen, der von der Firma King Biscuit Flour gesponsert wurde, und begann, Bass zu spielen. Später in diesem Jahr trat er unter Angabe eines falschen Alters der US-Armee bei und diente anschließend im 75. Fernmeldebataillon auf den Aleuten und in Neuguinea.
Er verließ die Streitkräfte 1948 in San Antonio, Texas, und begleitete zusammen mit seinem Freund, dem Gitarristen Bud Davis, Tex Ritter auf Tournee. Er arbeitete als Bassist mit Ritter, Harry James und anderen, tourte und arbeitete in Chicago, bis er 1951 nach Helena zurückkehrte und sich einen Job als Ansager bei KFFA sicherte. In diesem Jahr begann er als Moderator der King Biscuit Time Show zu arbeiten.
Als er mit der regelmäßigen Ausstrahlung begann, hatte die Sendung bereits ein breites Publikum als äußerst einflussreiches Medium für den Blues im Mississippi-Delta gewonnen, zu einer Zeit, als nur wenig afroamerikanische Musik im Radio zu hören war. Anfangs spielten Bluesmusiker wie Sonny Boy Williamson hauptsächlich live im Studio, später verlagerte sich das Programm vor allem auf das Einspielen von Schallplatten. Der Ruf der Show wuchs im Laufe der Jahre zu internationalen Ausmaßen, was durch Sonny Paynes spontanes Gerede noch verstärkt wurde. Er erhielt den Spitznamen „Sunshine“, nachdem Robert Lockwood junior einen mürrischen On-Air-Kommentar über das Wetter als Running Gag aufgriff.
„Sunshine“ Sonny Payne starb am 10. Februar 2018 im Alter von 92 Jahren, nachdem er zuvor einen Schlaganfall erlitten hatte.

## Auszeichnungen
Payne erhielt 1992 den George Foster Peabody Award für herausragende Leistungen im Bereich Radio- und Rundfunkjournalismus. Er erhielt zweimal den Keeping the Blues Alive Award der Blues Foundation. Am 5. Mai 2010 wurde er in die Hall of Fame der Blues Foundation aufgenommen.